# Amanhã (1909)
Amanhã : revista popular de orientação racional dirigida por Grácio Ramos e Pinto Quartim, publicou-se em Lisboa, entre 1 de Junho e 15 de Agosto de 1909, num total de 6 números editados. Classificada como “periódico anarquista”, constitui um importante acervo das ideias progressistas do início do século, abordando temas liberais para a época: amor livre, divórcio, pedagogia libertária, ateísmo e nova ortografia.
Na lista de colaboradores encontram-se nomes como : António Altavila, Augusto Casimiro, Bento Faria,  Coriolano Leite, Dikran Elmassian, Elisée Reclus, Emílio Costa, José Bacelar, Piotr Kropotkin, Manuel Ribeiro, Pinto Quartim, Tomás da Fonseca, Deolinda Lopes Vieira e Angelo Jorge.